# Parmenas (jáhen)
Svatý Parmenas je jeden z prvních diakonů (jáhnů) rané církve a mučedník.
V Bibli je Parmenas uveden pouze jednou. Byl jedním ze Sedmi jáhnů kteří se měli starat o Jeruzalémskou církev. Vše je zmíněno ve Skutcích apoštolů (6:1-6). Kromě Parmenase byli těmito zvolenými jáhny ještě Štěpán, Filip, Prochorus, Nikanor, Timon a Mikuláš.
Kázal evangelium v Malé Asii. Později se stal biskupem města Soli na Kypru.
Podle některých zdrojů Parmenas zemřel jen několik let po svém zvolení, jiné starověké zdroje uvádějí, že zemřel jako mučedník v Makedonii za Traiana, snad v roce 98.
Pozdější východní tradice jej řadí mezi 70 společníků Ježíše Krista.[zdroj?]
Jeho svátek se slaví 23. ledna.